# Paige Hareb
Pour les articles homonymes, voir Hareb.
Paige Hareb, née le 6 juin 1990 à New Plymouth, est une surfeuse professionnelle néo-zélandaise

## Classement
| Classement | Progression     | Nom               | Pays             | Points |
| ---------- | --------------- | ----------------- | ---------------- | ------ |
| 1          | Pas d'évolution | Stéphanie Gilmore | Australie        | 2172   |
| 2          | En progression  | Silvana Lima      | Brésil           | 1560   |
| 3          | En progression  | Sofía Mulánovich  | Pérou            | 1308   |
| 3          | En progression  | Paige Hareb       | Nouvelle-Zélande | 1308   |
| 5          | En régression   | Melanie Bartels   | États-Unis       | 1152   |